# Dragan Grbić
Dragan Grbić, (Split, 9. studenog 1979.) je poznati hrvatski majstor kuhinje i publicist. Piše gastronomske putopise, povijest gastronomije i kulinarske knjige. Ugostiteljsku školu završio je u Trogiru, a majstorom kuharom postaje 2007. godine. Charterwave ga je uvrstio 2013. u 10 najboljih kuhara za charter jahte na svijetu.
Napisao je ove knjige:	
- Teatar u pjatu[2]